# Hrvoje Ćustić
Hrvoje Ćustić (21. oktober 1983 – 3. april 2008) var en kroatisk fodboldspiller, som omkom fem dage efter at han slog hovedet mod en betonvæg under en kamp. Skaden skete i en kamp 29. marts 2008. Custic spillede for sit hold NK Zadar i en kamp mod HNK Cibalia i den kroatiske førstedivision. 